# モーニング・ライト
『モーニング・ライト』（原題：Morning Light）は、2008年に製作された、ドキュメンタリーアドベンチャー映画である。監督はマーク・モンロー、製作総指揮はロイ・エドワード・ディズニー。アメリカ合衆国では2008年10月17日に公開された。アメリカ以外の公開はオーストラリア、日本、イタリアで日本では2009年6月公開。この映画は実際の乗組員トレーニングと第44回トランスパシフィック・ヨット・レースにTP52級のヨット「モーニング・ライト」で出場することを追う内容。

## ストーリー
モーニング・ライトは、トランスパシフィックに参加する最も若い乗組員を追うドキュメンタリー。すべての乗員が、18歳から23歳(当時)である。映画はトランスパシフィック・ヨット・レース出場前の彼らの6カ月のトレーニングとロサンゼルスからホノルルへ行くレースの内容を追う。
乗組員は15人。クリス・ブラウニングとグラハム・ブラント-ザワズキーとクリス・クラークとチャーリー・エンライトとジェシー・フィールディングとロビー・ケーンとスティーブ・マンソンとクリス・シューベルトとケイト・ザイセンとマーク・トウィル(18歳で最も若い乗員)とジェニー・タラクとナビゲータ・ピートバン・オズとクリス・ウェルチとキット・ウィルと21歳の船長ジェレミー・ウィルモット。

## トリビア
製作者のロイ・ディズニーは1999年大会に出場しており、記録を作っている。

## 公開
映画はアメリカ合衆国で2008年10月17日に公開された。 一般公開前にロイ・ディズニーが招待したヨット・レースファンのためにプライベート・スクリーンで、2008年3月14日にニューポート(ロードアイランド州)で試写会が行われた。